# Хиројуки Усуи
Хиројуки Усуи (јап. 碓井 博行; Шизуока, 4. август 1953) бивши је јапански фудбалер.

## Каријера
Током каријере је играо за Хитачи.

## Репрезентација
За репрезентацију Јапана дебитовао је 1974. године. За тај тим је одиграо 38 утакмица и постигао 15 голова.

## Статистика
| Јапан  | Јапан   | Јапан  |
| Година | Наступи | Голови |
| ------ | ------- | ------ |
| 1974.  | 2       | 0      |
| 1975.  | 0       | 0      |
| 1976.  | 1       | 0      |
| 1977.  | 4       | 0      |
| 1978.  | 14      | 7      |
| 1979.  | 9       | 3      |
| 1980.  | 5       | 3      |
| 1981.  | 0       | 0      |
| 1982.  | 0       | 0      |
| 1983.  | 0       | 0      |
| 1984.  | 3       | 2      |
| Укупно | 38      | 15     |